# Gat sagrat de Birmània
El gat sagrat de Birmània o gat birmà és una raça de gat de pèl semillarg. Es caracteritza pels seus guants que han de ser d'un color blanc immaculat, els seus ulls blaus safir, el seu pèl de color clar amb zones de tonalitats més fosques.

## Història
Les característiques físiques úniques dels gats birmans són explicades amb una llegenda:
Fa molts segles els khmers van construir el temple de Lao-Tsun, per adorar a la Deessa d'or amb ulls de safir Tsun-Kyan-Kse. Mun-Ha, que era un sacerdot molt estimat, de vegades es quedava agenollat davant de la Deessa al costat de Sinh, el preciós gat del temple. Una nit, una banda de lladres va assaltar el temple i Mun-Ha va ser assassinat. Quan Mun-Ha va morir, Sinh va posar les seves potes sobre el seu mestre i va mirar a la Deessa d'or. Mentre ho feia, el pèl del seu cos es va tornar daurat, els seus ulls grocs van canviar al color blau safir, i les seves quatre potes van adquirir el color de la terra, a més les seves "mans" van quedar d'un color blanc immaculat, per la puresa del seu mestre. L'endemà al matí, els cent gats del temple eren ara daurats com Sinh, que no va deixar el tron sagrat fins a 7 dies després, quan va morir i va portar l'ànima del seu Mestre al Paradís.
Originari de l'oest de Birmània. Existeixen diferents històries sobre l'arribada dels gats birmans a Europa. Una d'elles relata que un sacerdot Khmer va lliurar una parella per a la cria a uns viatgers anglesos, Gordon Russell i August Pavie, com a agraïment per salvar-lo de la mort l'any 1898. A Europa aquests gats van ser contemplats per primera vegada a França el 1916 o 1919. Se sap que el mascle va morir en el viatge, i que la femella estava prenyada. I a partir d'ella i els seus descendents la raça es va reconèixer a França l'any 1925. Després de la Segona Guerra Mundial només va quedar una parella, i va costar molt recuperar la raça.
Aquesta raça va ser reconeguda a la Gran Bretanya l'any 1966, i als Estats Units cap a l'any 1967, quan la CFA va acceptar l'estàndard, encara que des de l'any 1965 ja participaven en concursos.

## Característiques úniques
És un gat sexualment precoç, ja que les femelles es  reprodueixen a partir dels 7 mesos i els mascles des dels 8 a 9 mesos (mitjana de la resta de les races: d'11 a 12 mesos).
Caràcter:
- Sociable, no li agrada estar sol.
- Afectuós, fidel i juganer.
- Tranquil i intel·ligent.

Característiques físiques:
És de tipus intermedi entre el gat siamès i el gat persa, la mida és similar al primer però més robust i massís. El cap és arrodonit, i el nas també té una grandària intermèdia entre Persa i Siamès. El pèl és de tipus semillarg, sedós i amb menys subpèl que el persa, més llarg al coll i a la cua. Els ulls són blaus.
Pedrigrí:
Ha de tenir:
Només ulls blaus, de cap altre color.
El blanc dels seus anomenats "guants" ha de ser pur.
No ha de tenir estrabisme.
El musell curt.
El mantell clar.
No ha de presentar deformitats o nusos en la seva cua.

## Colors

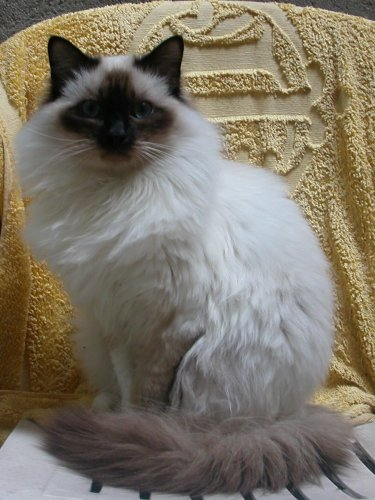
Gat sagrat de Birmània Seal Point

La coloració és típica del siamès amb l'agregat que té els quatre membres enguantats de blanc (cobreix les falanges), l'ideal és que aquest blanc es presenti simètricament en ambdós parells de membres, en els membres posteriors s'estén per ventral en forma de falca fins al tors.
En néixer les cries són totalment blanques. Les marques de tipus siamès apareixen a les 2 o 3 setmanes de vida.
Aquesta és la llista dels colors reconeguts:
- Punt foca
- Punt blau
- Punt xocolata
- Punt lila
- Punt vermell
- Punt crema
- Punt carei negre
- Punt carei blau
- Punt carei xocolata
- Negre xocolata

Aquests colors són reconeguts en tabby (ratllat) també.

## Consideracions mèdiques d'importància
- Alteracions del gen cs al nervi òptic, a més de cataractes.
- Malaltia és neurològiques com Encefalomiopatía familiar, Axonopatia, Polineuropaties, Malaltia vestibular congènita.
- La majoria dels gats de raça Sagrat de Birmània són del grup sanguini B.
- Hemoglobinuria i mioglobinúria.